# Rees Davies
Robert Rees Davies (6 août 1938 - 16 mai 2005) est un historien gallois.

## Biographie
Davies est né dans le Merionethshire et fait ses études à la Bala Grammar School. Il est bilingue en gallois et en anglais. Il obtient une première dans son diplôme de l'University College de Londres en 1959, puis y retourne en tant que chargé de cours en 1963. En 1959, il entreprend une étude de troisième cycle de deux ans sur les seigneuries galloises du Duché de Lancastre à la fin du Moyen Âge au Merton College d'Oxford sous la supervision de K. B. McFarlane,.
En 1975, il est nommé professeur d'histoire à l'Université d'Aberystwyth. Son livre de 1987 Conquest, Coexistence and Change: Wales 1063–1415 lui vaut le Wolfson History Prize. En 1992, il devient président de la Royal Historical Society.
En 1995, il est nommé professeur Chichele d'histoire médiévale à l'Université d'Oxford et nommé membre du All Souls College. De 1995 à 2005, il est président du Conseil des monuments anciens du Pays de Galles. Davies est nommé Knight Bachelor dans le cadre des honneurs du Nouvel An 2005.
Il est surtout connu pour sa redynamisation de l'érudition médiévale galloise et en tant que pionnier dans l'étude de l'histoire britannique, rejetant les traitements anglo-centriques antérieurs des histoires médiévales de la Grande-Bretagne et de l'Irlande.
En 1966, il épouse Carys Lloyd Wynne, avec qui il a un fils et une fille. Il est décédé d'un cancer à Oxford, à l'âge de 66 ans.

## Travaux
- 1978 Lordship and Society in the March of Wales, 1282–1400 (Oxford: Clarendon Press)
- 1984 Welsh Society and Nationhood: Historical Essays Presented to Glanmor Williams, édité conjointement (Cardiff: University of Wales Press (ISBN 0708308600) )
- 1987 Conquest, Coexistence, and Change: Wales, 1063–1415, partie de l' Oxford History of Wales (Oxford: Clarendon Press)
- 1987 Wales: the Age Of Conquest, 1063-1415
- 1988 The British Isles, 1100–1500: Comparisons, Contrasts, and Connections (Édimbourg: J. Donald Publishers)
- 1990 Domination and Conquest: the Experience of Ireland, Scotland and Wales, 1100–1300 (Cambridge et New York: Cambridge University Press)
- 1995 The Revolt of Owain Glyn Dŵr (Oxford et New York: Oxford University Press (ISBN 0198205082) )
- 2000 The Age of Conquest: Wales, 1063–1415 (Oxford et New York: Oxford University Press)
- 2000 The First English Empire: Power and Identities in the British Isles: 1093-1343 (Oxford et New York : Oxford University Press)
- 2002 Owain Glyn Dwr : trwy ras Duw, Tywysog Cymru (Talybont, Ceredigion : Y Lolfa, en gallois) (ISBN 9780862436254)
  - Traduction anglaise par Gerald Morgan : Owain Glyndwr : Prince of Wales (Talybont, Ceredigion : Y Lolfa, 2009) (ISBN 9781847711274)
- 2004 From Medieval to Modern Wales: Historical Essays in Honor of Kenneth O. Morgan and Ralph A. Griffiths, édité avec Geraint H. Jenkins, (Cardiff: University of Wales Press)
- 2009 Lords and Lordship in the British Isles in the Late Middle Ages, édité par Brendan Smith, (Oxford : Oxford University Press)